# プラテッラ
プラテッラ（伊: Pratella）は、イタリア共和国カンパニア州カゼルタ県にある、人口約1,300人の基礎自治体（コムーネ）。

## 地理

### 位置・広がり

#### 隣接コムーネ
隣接するコムーネは以下の通り。括弧内のISはイゼルニア県（モリーゼ州）所属を示す。
- アイラーノ
- チョルラーノ
- プラータ・サンニータ
- プレゼンツァーノ
- セスト・カンパーノ (IS)
- ヴァイラーノ・パテノーラ

### 気候分類・地震分類
プラテッラにおけるイタリアの気候分類 (it) および度日は、zona C, 1363 GGである。
また、イタリアの地震リスク階級 (it) では、zona 2 (sismicità media) に分類される。